# Synchronoblastia crypta
Synchronoblastia crypta är en svampart som beskrevs av Uecker & F.L. Caruso 1988. Synchronoblastia crypta ingår i släktet Synchronoblastia, divisionen sporsäcksvampar och riket svampar.   Inga underarter finns listade i Catalogue of Life.